# Nižná Sitnica
Nižná Sitnica – wieś (obec) na Słowacji położona w kraju preszowskim, w powiecie Humenné. Pierwsze wzmianki o miejscowości pochodzą z roku 1408.
Według danych z dnia 31 grudnia 2012, wieś zamieszkiwało 329 osób, w tym 166 kobiet i 163 mężczyzn.
W 2001 roku rozkład populacji względem narodowości i przynależności etnicznej wyglądał następująco:
- Słowacy – 99,46%
- Polacy – 0,27%
- Rusini – 0,27%

Ze względu na wyznawaną religię struktura mieszkańców kształtowała się w 2001 roku następująco:
- Katolicy rzymscy – 95,92%
- Grekokatolicy – 2,72%
- Prawosławni – 1,36%